# USS Henley (DD-391)
Pour les autres navires du même nom, voir USS Henley.
L'USS Henley (DD-391) est un destroyer de classe Bagley en service dans l'United States Navy pendant la Seconde Guerre mondiale. Il fut le second navire baptisé sous le nom de Robert Henley, un Captain de la marine ayant servi durant la quasi-guerre, la guerre anglo-américaine de 1812 et la seconde guerre barbaresque.
Sa quille est posée le 28 octobre 1935 au chantier naval Mare Island Naval Shipyard de la baie de San Francisco, à Vallejo (Californie). Il est lancé le 12 janvier 1937 ; parrainé par Mme Beryl Henley Joslin, descendante du capitaine Henley, et mis en service le 14 août 1937 sous le commandement du lieutenant commander H. Y. McCown.

## Historique
Après une période d'essais, il rejoint le Royaume-Uni pour opérer avec la flotte du Pacifique. Il est ensuite envoyé à Pearl Harbor, où il est amarré lors de l'attaque japonaise de décembre 1941. Le Henley engage plusieurs sous-marins et avions ennemis après le début du raid, prenant part à la farouche défense de la base américaine. Dans les semaines qui suivent, il est affecté à des tâches d'escorte et à des patrouilles, à l'instar de nombreux destroyers de la guerre du Pacifique. Il opère principalement dans les eaux australiennes. Le 11 mai 1942, durant la bataille de la mer de Corail, il secourt des survivants des navires USS Neosho et USS Sims. Le Neosho ne pouvant plus être récupéré, il est coulé à l'aide de deux torpilles et plus de 100 obus tirés par le destroyer.
En août, l'USS Henley opère à Guadalcanal et Tulagi. Lors de l'assaut américain des îles Salomon le 7 août, le Henley abat deux avions attaquant ennemis. Il reste dans la région durant tout le mois en transportant des vivres et des renforts avant de rejoindre le sud, escortant des convois et menant des patrouilles ASM dans les eaux australiennes et néo-guinéennes jusqu'en septembre 1943.
En septembre, il participe à l'occupation des îles Trobriand et aux débarquements de Finschafen. Le 3 octobre 1943, alors qu'il mène une patrouille ASM dans la région de Finschafen, en Nouvelle-Guinée, il est torpillé par le sous-marin japonais RO-108. Abandonné, le navire sombre peu après à la position géographique 7° 40′ S, 148° 06′ E ; dix-huit officiers et 225 hommes ont été sauvés et un officier et 14 hommes sont portés disparus (17 selon une autre source).

## Décorations
Le Henley a reçu quatre battles star pour son service pendant la Seconde Guerre mondiale.